# Övre Gla
Övre Gla är en sjö i Arvika och Årjängs kommuner i Värmland och ingår i Göta älvs huvudavrinningsområde. Sjön är 63 meter djup, har en yta på 13,2 kvadratkilometer och befinner sig 163 meter över havet. Sjön avvattnas av vattendraget Glasälven (Sörbohedsälven) och ligger strax väster om Stora Gla.

## Delavrinningsområde
Övre Gla ingår i det delavrinningsområde (660450-130549) som SMHI kallar för Utloppet av Övre Gla. Medelhöjden är 212 meter över havet och ytan är 44,37 kvadratkilometer. Räknas de 12 avrinningsområdena uppströms in blir den ackumulerade arean 138,83 kvadratkilometer. Glasälven (Sörbohedsälven) som avvattnar avrinningsområdet har biflödesordning 3, vilket innebär att vattnet flödar genom totalt 3 vattendrag innan det når havet efter 279 kilometer. Avrinningsområdet består mestadels av skog (58 procent). Avrinningsområdet har 13,41 kvadratkilometer vattenytor vilket ger det en sjöprocent på 30,2 procent.